# Синхронне плавання на Чемпіонаті Європи з водних видів спорту 2021 — змішаний дует, технічна програма
Змагання з синхронного плавання в технічній програмі змішаних дуетів на Чемпіонаті Європи з водних видів спорту 2021 відбулися 10 травня.

## Результати[1]
| Місце | Країна     | Плавчині                              |         |
| Місце | Країна     | Плавчині                              | Очки    |
| ----- | ---------- | ------------------------------------- | ------- |
| 1     | Росія      | Майя Гарбанбердієва Олександр Мальцев | 91,7963 |
| 2     | Іспанія    | Емма Гарсія По Рібес                  | 84,8694 |
| 3     | Італія     | Ізотта Спортеллі Ніколо Оглярі        | 77,4281 |
| 4     | Словаччина | Джозеф Солимоси Сільвія Солимоси      | 73,3682 |